# 果蝦屬
果蝦（學名：Carpopenaeus），又名果對蝦、食果蝦，是生存在晚侏羅紀至白堊紀海洋中的一屬已滅絕的對蝦類。其下共有三個物種。

## 特徵
果蝦有著圓筒狀的短小背甲，甲上有一條縱向裂紋。頭部的喙狀突起要比背甲稍長一些。腹部有短小的線狀鞭毛。胸節相互交疊，尾扇呈紡錘狀。

## 物種[1]
- 黎巴嫩果蝦 Carpopenaeus callirostris Glaessner, 1946
- Carpopenaeus peterbuergeri Schweigert & Garassino, 2005
- 七刺果蝦 Carpopenaeus septemspinatus Dames, 1886